# Grotta dei Santi (Licodia Eubea)
Il complesso di Grotta dei Santi è un sito rupestre sito del territorio del comune di Licodia Eubea. 

## Geografia
Il sito si trova nel colle detto Poggio dei Santi, in contrada Alia a sud-est di Licodia e a 6 Km da Monterosso Almo. Il colle si affaccia a sud su una vallata costituita dal fiume Amerillo. Accanto al complesso si trovano anche altre cavità scavate nella roccia conosciute come dieri dei Donari, erano delle antiche abitazioni rupestri.

## Storia

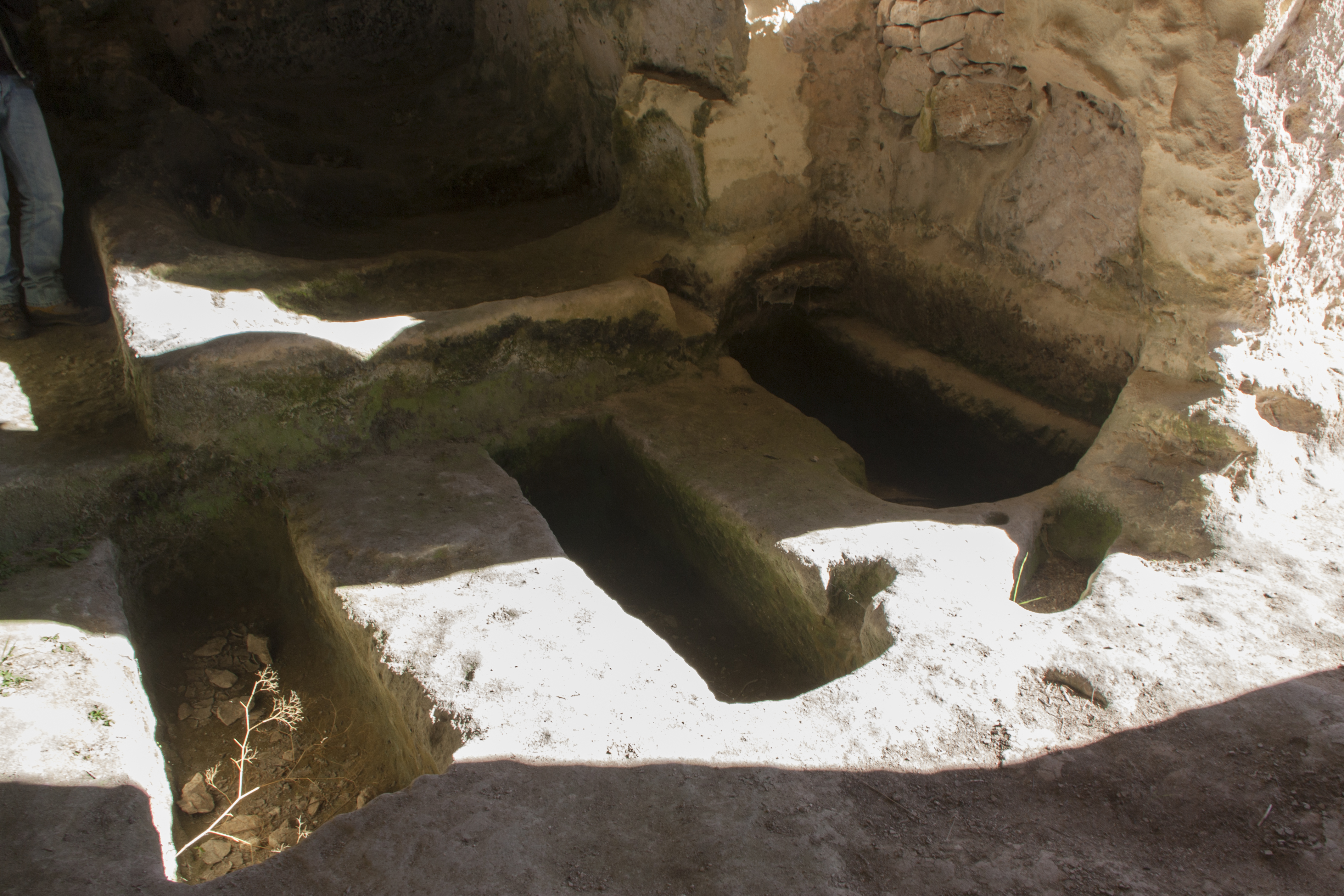
Le sepolture a fossa

Il complesso venne identificato e studiato dal prof. Giuseppe Agnello nel 1940. L'area venne utilizzata in epoca tardo antica come necropoli per gli abitanti della zona con tombe poste sia all'esterno che all'interno delle cavità. Nel VI sec d.C. il sito venne trasformato in oratorio rupestre adibito al culto di una piccola comunità. Gli ambienti vennero abbandonati verso la metà del '400 di cui resta testimonianza in una firma che risale al 1445.
Notevolmente rovinata la Crocifissione è stata restaurata sapientemente per volere dell'archeoclub, associazione culturale molto attiva a Licodia Eubea, ed è stata presentata nell'agosto 2009.

## Il sito
Sono presenti diverse grotte, le prime adibite a catacombe di cui una con tombe ad arcosolio e a fossa. Le fosse dovevano essere coperte con dei lastroni in pietra oggi non più presenti. Si trovano anche degli incavi per riporre le lucerne, mentre alcuni arcosoli e i baldacchini sono danneggiati. 
La grotta più interessante è l'ultima, modificata per divenire un ambiente unico chiesastico. In esso è presente l'abside in cui doveva trovarsi l'altare oggi scomparso, tuttavia sono ben visibili degli affreschi che sono i reperto più prezioso del complesso. L'affresco che rappresenta la scena della Crocifissione è databile intorno ai secoli XI e XII. Il Cristo è fiancheggiato dalla Madonna e a destra da San Giovanni con capo piegato. In basso di dimensioni inferiori, è riconoscibile la figura di Longino che trafigge Gesù. In alto poi vi sono il Sole e la Luna.
Ad un livello inferiore rispetto al pianoro delle grotte si trovano i dieri, degli ambienti rupestri in passato adibiti ad abitazioni.

## Galleria d'immagini

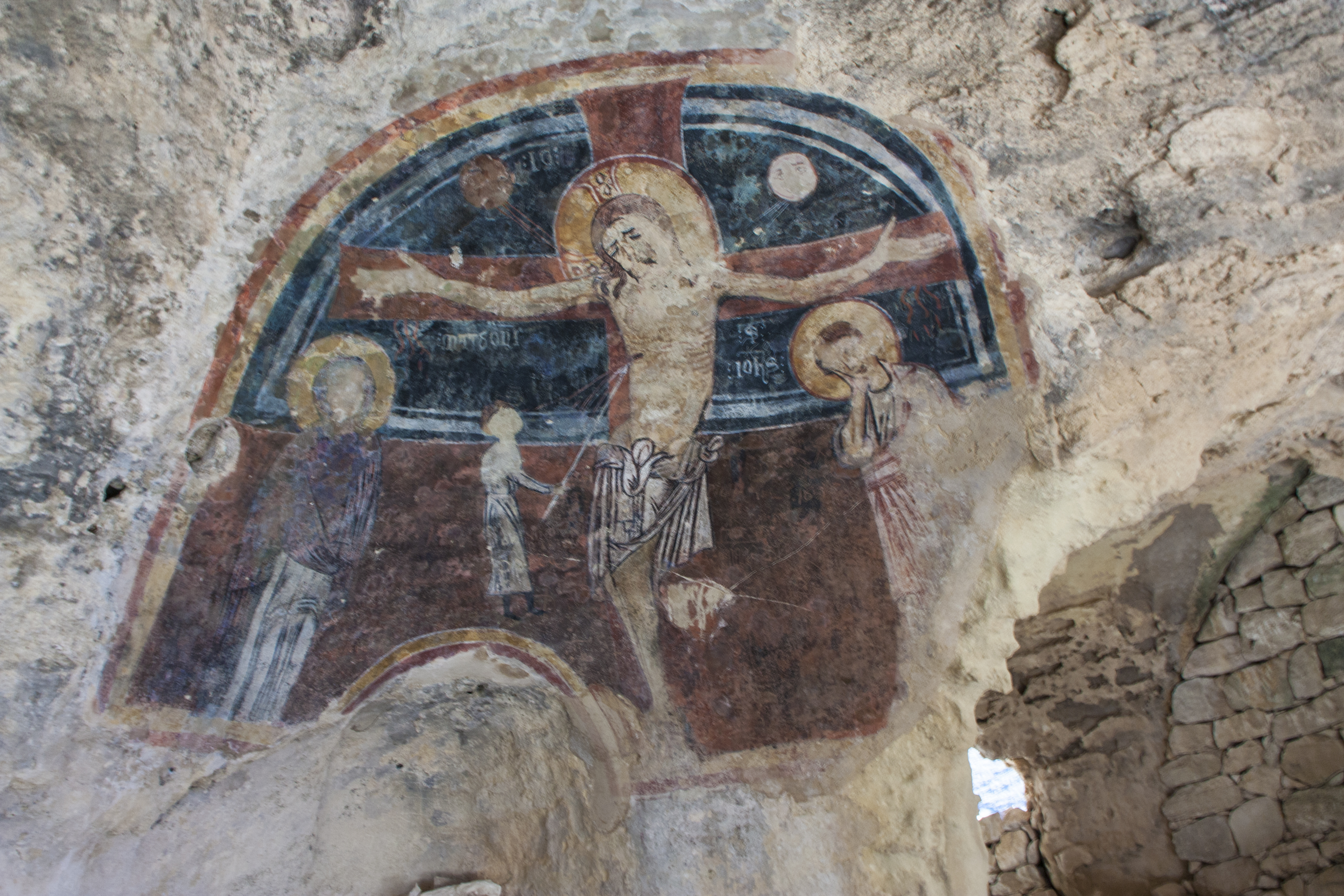
L'affresco
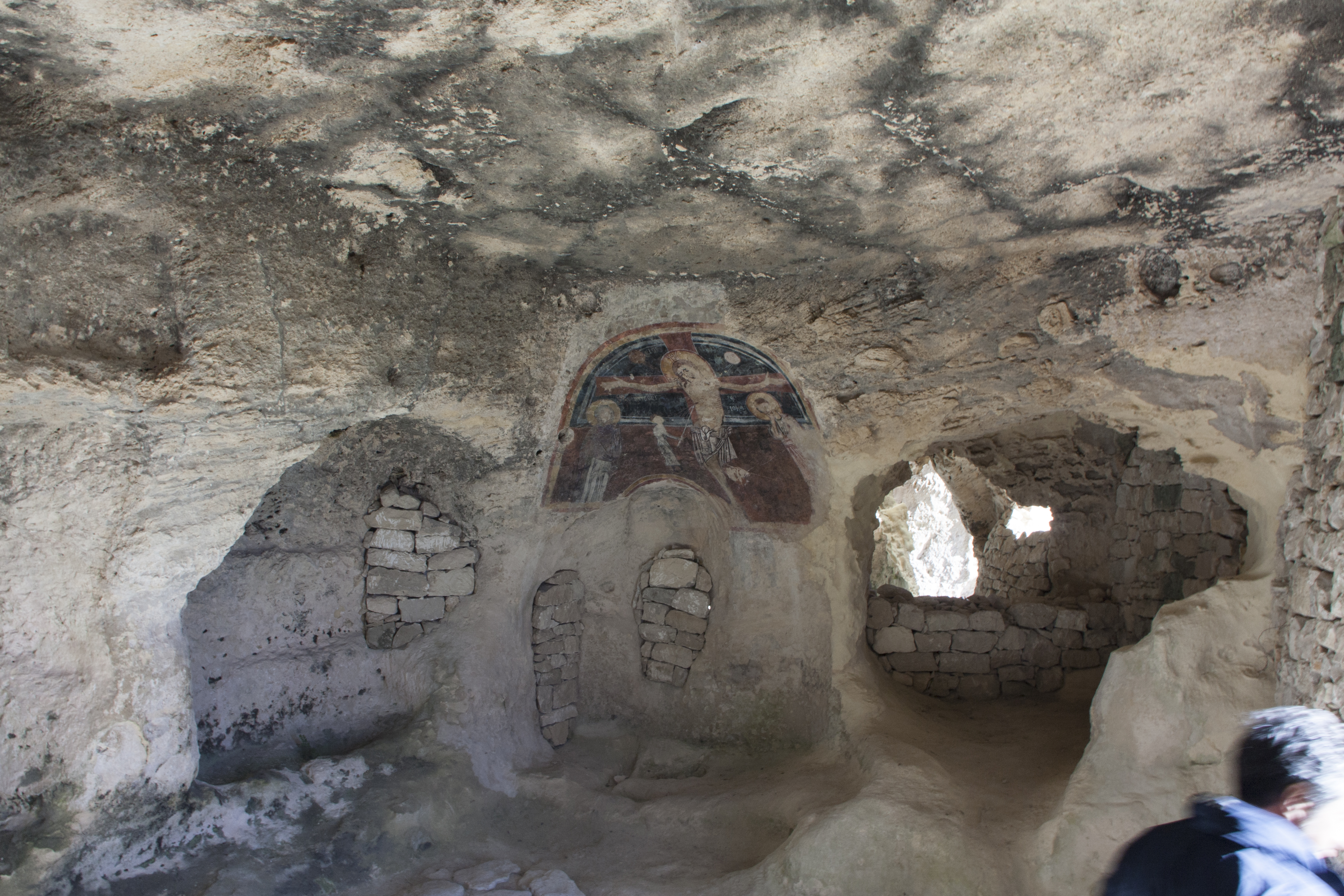
La chiesetta
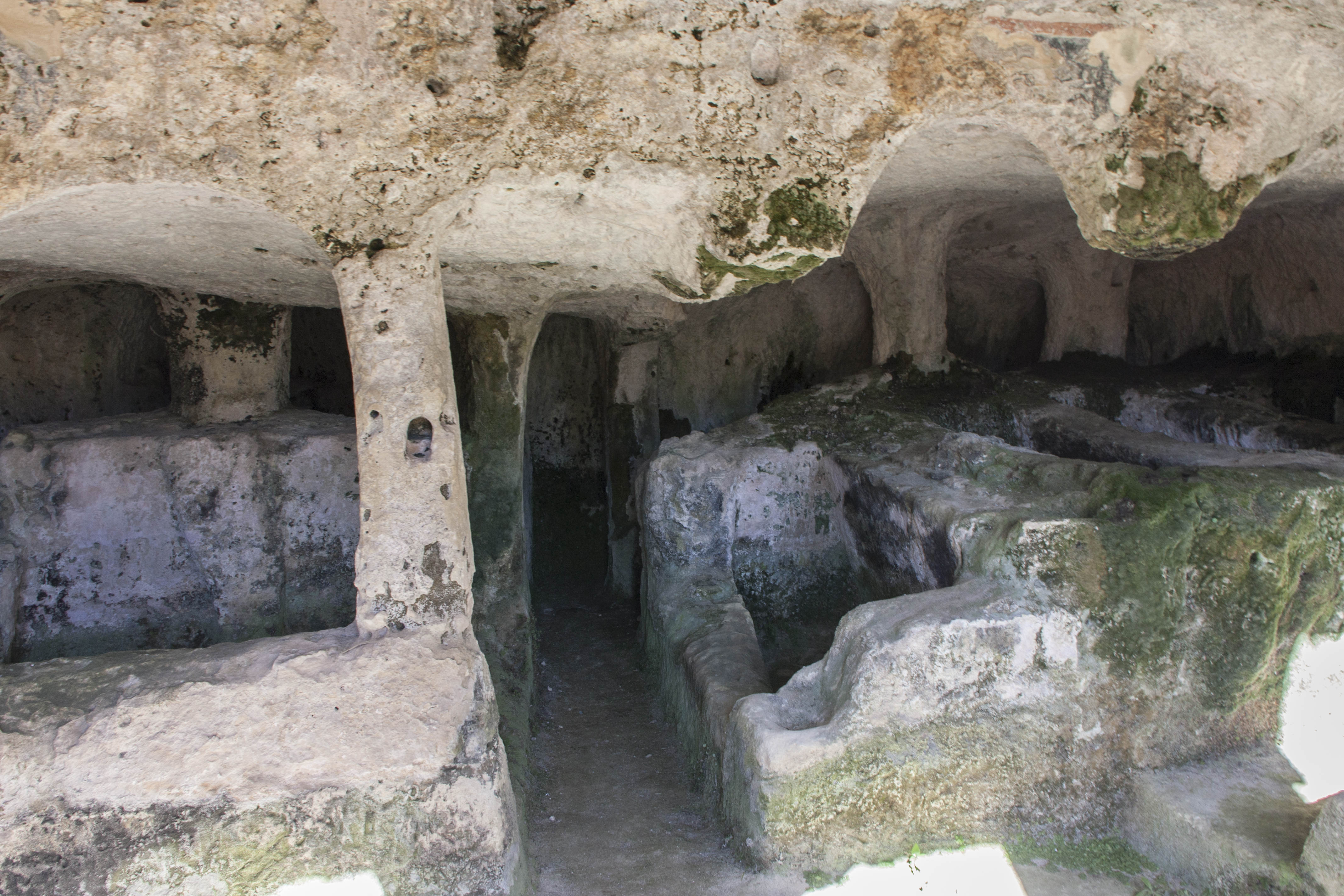
Le tombe ad arcosolio
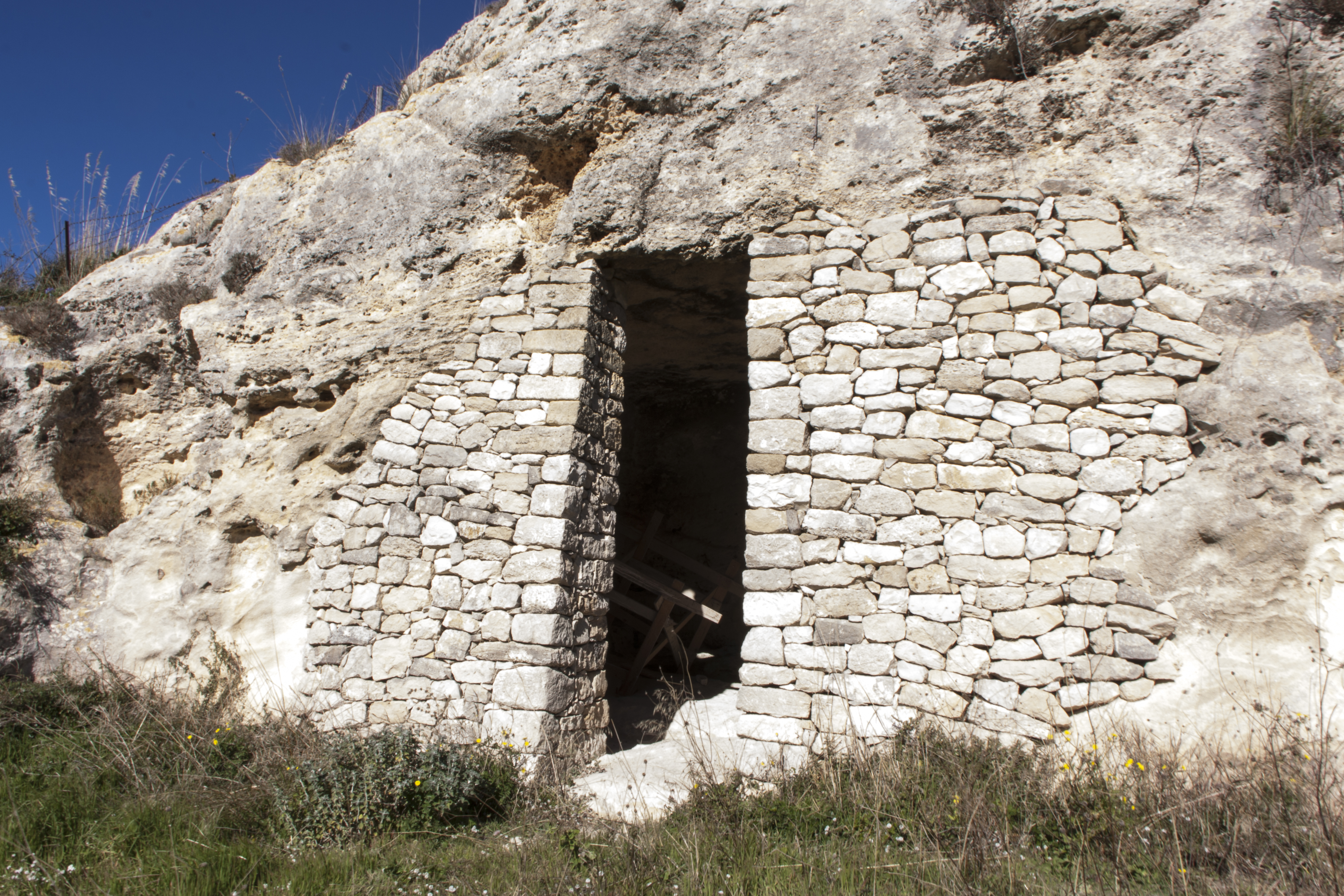
Ingresso alla grotta
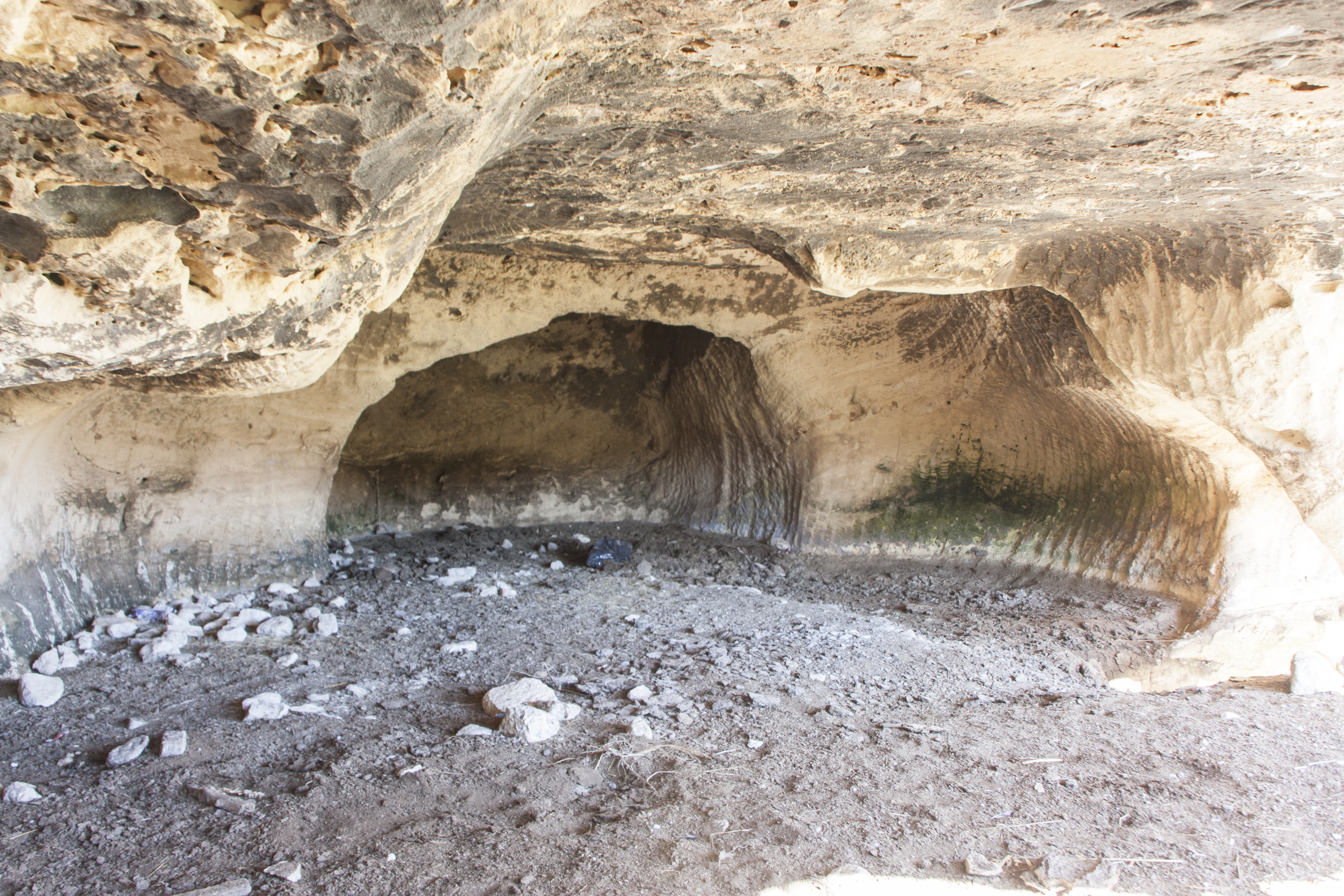
dieri
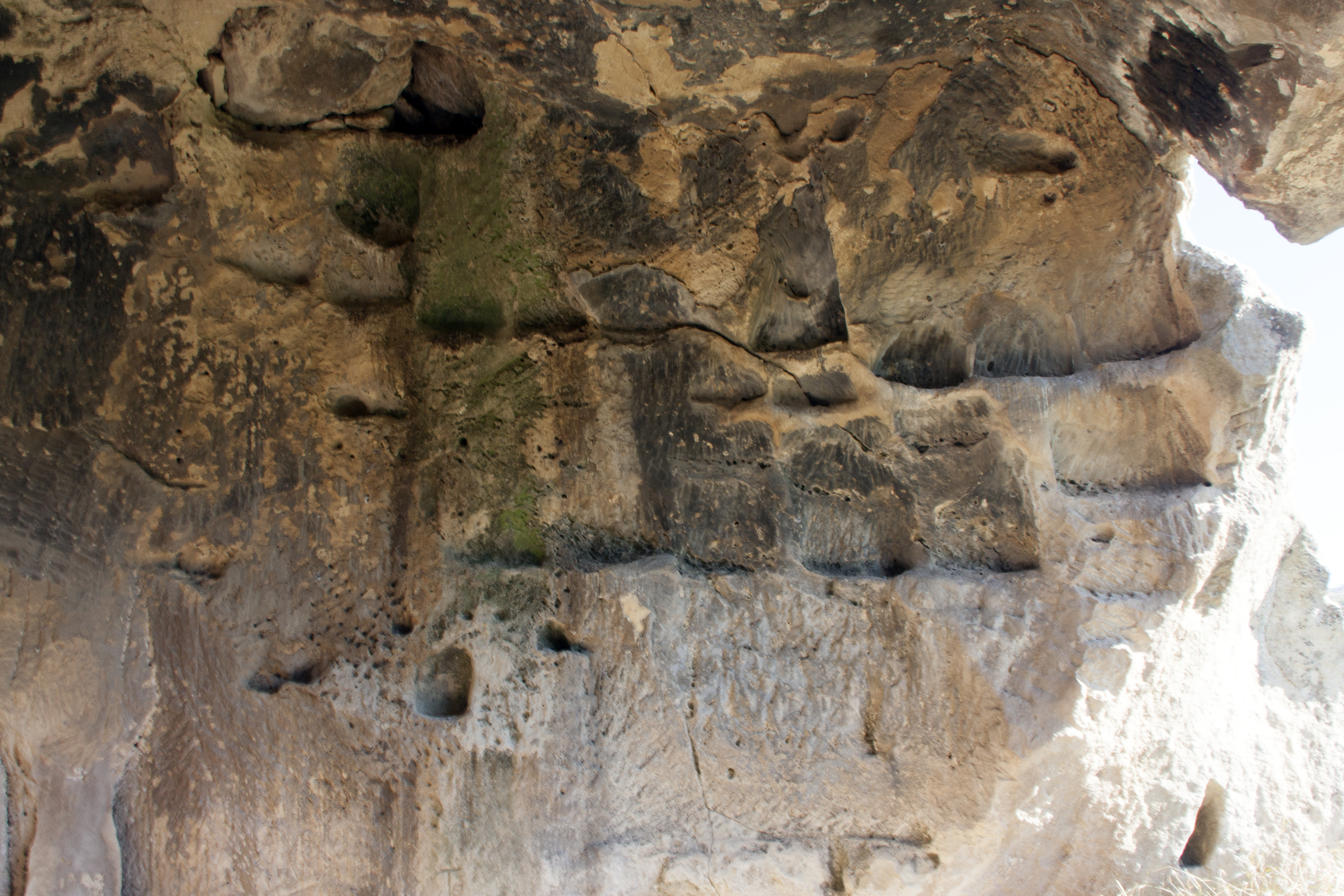
colombaio dei dieri